# Drôle de Noël
Drôle de Noël est un téléfilm de Noël français réalisé par Nicolas Picard-Dreyfuss, diffusé en 2008.

## Synopsis
Un 24 décembre, dans une gare de province. Mélanie, Pierre, Marc, Valérie, Lara et d'autres vont se croiser. Certains sont attendus, d'autres restent seuls sur le quai. Avec un cafard gros comme un gueuleton de réveillon, Marc ne veut plus aller festoyer chez ses parents. De son côté, Lara, chanteuse d'orchestre, vient de se faire plaquer. La jeune Sandrine doit trouver un cadeau de dernière minute pour son père. Charles, lui, a invité sa maîtresse à réveillonner dans sa famille, en la faisant passer pour une lointaine cousine. Quant à Pierre, engoncé dans son costume de Père Noël, il doit distribuer une hotte de cadeaux aux enfants d'une famille bourgeoise, en échange de quelques billets.

## Fiche technique
- Titre : Drôle de Noël
- Réalisateur : Nicolas Picard-Dreyfuss
- Scénario et dialogues : Sylvie Blotnikas et Nicolas Picard-Dreyfuss[2]
- Musique : Patrick Sigwald
- Production : Paul Saadoun et Maria Serio
- Pays :  France
- Genre : Comédie
- Durée : 100 minutes
- Date de diffusion : 17 décembre 2008 sur France 2

## Distribution
- Valérie Benguigui : Mélanie
- Grégori Dérangère : Pierre
- Frédérique Bel : Véronique
- Julien Rochefort : Jean-François
- Michaël Cohen : Marc
- Lara Guirao : Lara
- Élodie Navarre : Valérie
- Pierre-Loup Rajot : Charles
- Sylvie Blotnikas : Alice
- Esther Gorintin : Flora Pasquier
- Jean-François Garreaud : Clodion
- Salomé Lelouch : Sandrine
- Meiji U Tum'si : Céline
- Georges Neri : le monsieur

## Commentaire
Dans cette fiction au scénario lelouchien, hommes et femmes vont se rencontrer, se quitter, s'éblouir et s'aimer. Autant de personnages interprétés avec une belle énergie par un casting intéressant (dont Valérie Benguigui, Grégori Derangère, Michaël Cohen, Lara Guirao, Salomé Lelouch). Pour tous, cette nuit de Noël marquera une rupture nette. Construit comme un conte avec ses gagnants et ses perdants, cette histoire analyse avec finesse et clairvoyance les angoisses propres aux fêtes familiales : si, pour les enfants, Noël est associé à la magie des lumières et à l'ouverture des cadeaux, chez ces adultes, cette soirée est synonyme de grand déballage psychologique et de nouveaux battements de cœur.